# Omar Haji Saad
Omar Haji Saad (* 12. Oktober 1949) ist ein ehemaliger malaysischer Radrennfahrer.

## Sportliche Laufbahn
Saad war im Straßenradsport aktiv und Teilnehmer der Olympischen Sommerspiele 1972 in München. Im Mannschaftszeitfahren kam Malaysia mit Abdul Bahar-ud-Din Rahum, Daud Ibrahim, Saad Fadzil und Omar Haji Saad auf den 35. und damit letzten Rang im Wettbewerb. Das olympische Straßenrennen beendete er nicht.
Bei den Asienspielen 1970 gewann er die Silbermedaille im Mannschaftszeitfahren.